# فرد ونولیت
فرد ونولیت (انگلیسی: Fred VanVleet؛ زادهٔ ۲۵ فوریهٔ ۱۹۹۴) بازیکن بسکتبال اهل ایالات متحده آمریکا است.
از باشگاه‌هایی که در آن بازی کرده‌است می‌توان به تورنتو رپترز اشاره کرد.